# Stjepan Ožegović
Stjepan Ožegović (1770. – 1837.) je bio hrvatski dužnosnik i političar. Pripadao je plemićkoj obitelji Ožegović Barlabaševački.
Pohađao je Klasičnu gimnaziju u Zagrebu koju je završio 1786. godine.
Obnašao je dužnost protonotara Kraljevine Hrvatske, Slavonije i Dalmacije, a poslije toga velikog župana Križevačke županije.
Bio je izaslanikom hrvatskog Sabora u zajedničkom Hrvatsko-ugarskom Saboru u Požunu.
Njegov sabornički rad je bio poznat po tome što je obranio hrvatsku državno-pravnu individualnost prema Ugarskoj, ali i ostalim zemljama pod Habsburzima.
Brat je baruna Mirka Ožegovića, senjsko-modruškog biskupa.